# Nikojevići
Nikojevići (cyr. Никојевићи) – wieś w Serbii, w okręgu zlatiborskim, w mieście Užice. W 2011 roku liczyła 366 mieszkańców.